# Avrillé-les-Ponceaux
Avrillé-les-Ponceaux è un comune francese di 453 abitanti situato nel dipartimento dell'Indre e Loira nella regione del Centro-Valle della Loira.

## Società

### Evoluzione demografica
Abitanti censiti